# Milenijski križ (Hum)
Milenijski križ je rimokatolički križ na brdu Humu iznad Mostara. Podignut je kao simbol jubileja dvije tisuća godina kršćanstva, odakle i naziv Milenijski. Križ je podignut i kao simbol patnja i stradanja kroz koja je ovaj grad prošao u svojoj novijoj povijesti. Visok je 33 metra. Najviši je križ u cijeloj Bosni i Hercegovini. Vidljiv je iz svakog dijela grada Mostara, kao i iz južnih predgrađa Mostara. Visina od 33 metra namjerno je izabrana, jer je toliko godina imao Isus Krist u trenutku raspeća. Milenijski je križ mjesto hodočašća. Tradicionalno hodočaste na Veliki petak Križnim putem na Hum. Na donjem dijelu križa naslikan je hrvatski grb.

## Vanjske poveznice
- Kamenjar.com Milenijski križ na Humu iznad Mostara